# مهرجان الجزيرة الدولي للأفلام التسجيلية
مهرجان الجزيرة الدولي للأفلام التسجيلية هو مهرجان تقيمه شبكة الجزيرة الإعلامية يشارك فيه العديد من مخرجي الأفلام ويشهد سنة 2007 دورته الثالثة.

## المسابقات
في مجال الأفلام التسجيلية التي تعبر بأسلوب تقنية الفيديو أو السينما، حسب الفئات التالية:
- أفلام تسجيلية قصيرة (أقل من 30 دقيقة)
- أفلام تسجيلية متوسطة (من 30 إلى 60 دقيقة)
- أفلام تسجيلية طويلة (أطول من 60 دقيقة)

## الجوائز
جوائز مهرجان الجزيرة فئتان:
جائزة الجزيرة الذهبية: وتمنح للفيلم الفائز في كل فئة من الفئات الثلاث المشاركة في المسابقات (الفيلم التسجيلي: القصير، المتوسط، الطويل).
ويمنح الفيلم الفائز بهذه الجائزة مكافأة مالية تقسم مناصفة بين مخرج الفيلم ومنتجه على النحو التالي:
- (50000) خمسون ألف ريال قطري للفيلم الطويل.
- (40000) أربعون ألف ريال قطري للفيلم المتوسط.
- (30000) ثلاثون ألف ريال قطري للفيلم القصير.

جائزة لجنة التحكيم: وتعطى باسم لجنة التحكيم للفيلم الفائز في كل فئة من الفئات الثلاث المشاركة في المسابقات (الفيلم التسجيلي القصير، المتوسط، الطويل)، ويمنح الفيلم الفائز بهذه الجائزة مكافأة مالية تقسم مناصفة بين مخرج الفيلم ومنتجه على النحو التالي:
- (25000) خمسة وعشرون ألف ريال قطري للفيلم الطويل.
- (20000) عشرون ألف ريال قطري للفيلم المتوسط.
- (15000) خمسة عشر ألف ريال قطري للفيلم القصير.

## وصلات خارجية
مهرجان الجزيرة الدولي الثالث للأفلام التسجيلية في الدوحة 